# Bataille d'Herdonia (210 av. J.-C.)
Pour les articles homonymes, voir Bataille d'Herdonia.
Deuxième guerre punique
Batailles
219 av. J.-C. : Sagonte
218 av. J.-C. : Rhône, Cissa, Tessin, La Trébie
217 av. J.-C. : Victumulae, Plaisance, Èbre, Lac Trasimène, Geronium
216 av. J.-C. : Cannes, Selva Litana, Nola (1re)
215 av. J.-C. : Cornus, Dertosa, Nola (2e)
214 av. J.-C. : Nola (3e) 
 213 av. J.-C. : Syracuse
212 av. J.-C. : Capoue (1re), Silarus, Herdonia(1re)
 211 av. J.-C. : Bétis, Capoue (2e)
210 av. J.-C. : Herdonia (2e), Numistro
209 av. J.-C. : Asculum, Carthagène
208 av. J.-C. : Baecula
207 av. J.-C. : Grumentum, Métaure
206 av. J.-C. : Ilipa, Carthagène (2e) (ca)
204 av. J.-C. : Crotone
203 av. J.-C. : Utique, Grandes Plaines
202 av. J.-C. : Zama
La seconde bataille d'Herdonia s'est déroulée en 210 av. J.-C. ; c'est une victoire d'Hannibal sur le consul romain Cnaeus Fulvius Centunalus Maximus,.

## Arrivée de Cneius Fulvius
Fulvius avait pensé qu'il pourrait reprendre Herdonia, car il s'était aperçu que la fidélité des habitants d'Herdonia envers les Carthaginois vacillait. De plus, depuis la perte de Salapia, on avait appris qu'Hannibal avait abandonné ces lieux pour le Bruttium, dans l'espoir de reprendre Herdonia. Fulvius avait positionné un camp qui n'était ni établi dans une position assez sûre, ni fortifié par des postes de garde.
Hannibal, qui avait appris tout cela, marcha alors pour attaquer Fulvius et s'approcha de lui en ligne de bataille. Le Romain, égal en audace, mais inférieur en intelligence et en forces, fit sortir ses troupes en hâte et livra bataille.

## Le combat
Le combat commença, chez les Romains c'étaient la cinquième légion et l'escadron gauche qui engagèrent énergiquement le combat. Mais Hannibal avait prévenu ses cavaliers de faire un mouvement tournant quand les lignes d'infanterie retiendraient les Romains, de prendre leur camp et de les attaquer par derrière. Le combat sur les lignes d'infanterie continuait. Bien que beaucoup de Romains soient tombés, ils tenaient toujours. Mais quand le bruit d'une charge de cavaliers se fit entendre derrière eux et qu'ils entendirent les clameurs des Carthaginois dans leur propre camp, ils se retournèrent. La sixième légion fut mise en désordre par les Numides. Puis ce fut au tour de la cinquième et même des combattants des premiers rangs. Certains Romains prirent la fuite, d'autres furent massacrés, et parmi eux Cneius Fulvius et onze tribuns militaires. Ce fut la fin de la bataille, les Carthaginois s'emparèrent du camp et du butin. Les Romains qui avaient survécu se rallièrent au consul Marcellus, dans le Samnium.

## Le destin d'Herdonia
Hannibal, en apprenant que Herdonia serait passée aux Romains et qu'elle ne lui resterait pas fidèle s'il s'éloignait, décida de la brûler après avoir envoyé sa population à Métaponte et à Thurii. Il fit aussi mettre à mort les chefs dont il avait appris qu'ils avaient eu des entretiens avec Fulvius.

## Sources
- Cet article vient des écrits de Tite-Live traduits en français